# 압바시인 스타디움
아바시인 경기장(아랍어: مَلْعَب ٱلْعَبَّاسِيِّين, 영어: Abbasiyyin Stadium)은 시리아 다마스쿠스에 있는 30,000명을 수용할 수 있는 다목적 경기장이다.